# Mascagnia affinis
Mascagnia affinis är en tvåhjärtbladig växtart som beskrevs av W.R.Anderson och C.Davis. Mascagnia affinis ingår i släktet Mascagnia och familjen Malpighiaceae. Inga underarter finns listade i Catalogue of Life.